# Polygonatum biflorum
Polygonatum biflorum es una especie leñosa perteneciente a la familia de las asparagáceas, anteriormente en las ruscáceas.

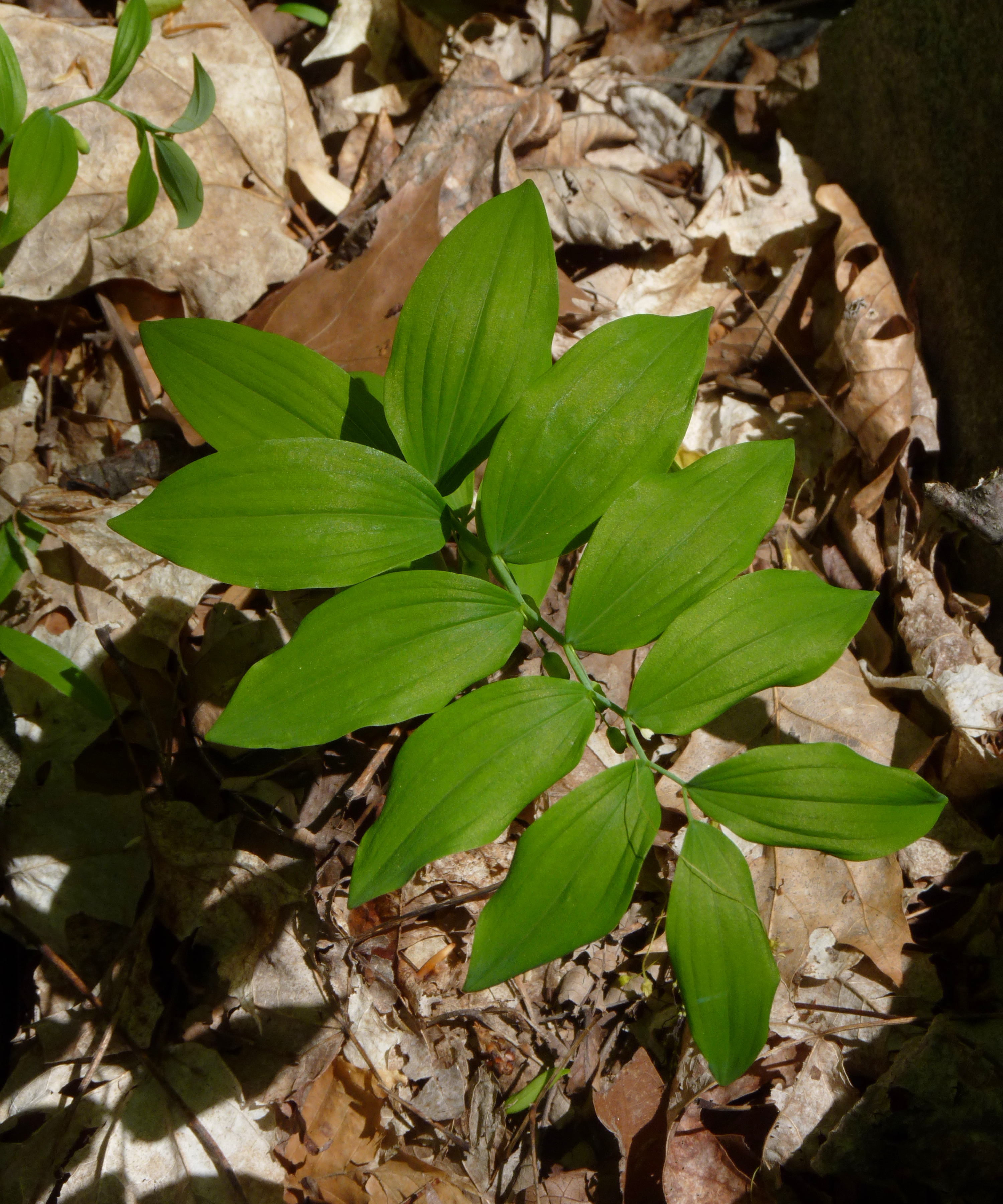
Detalle de las hojas

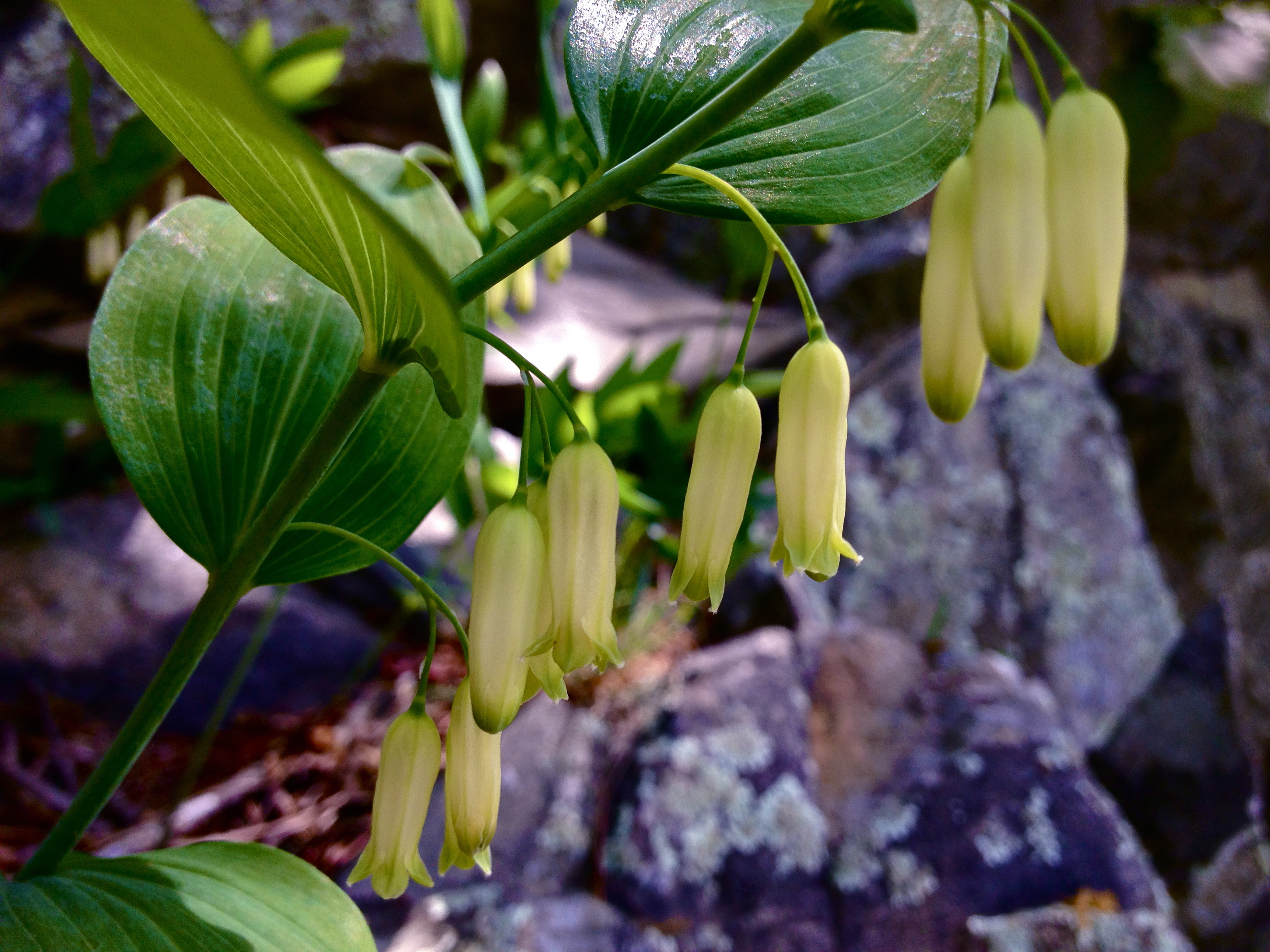
Frutos

## Descripción
El pequeño sello de salomón (Polygonatum biflorum) es una especie leñosa, tuberosa, muy resistente a las heladas, nativa del sur de Canadá y este de Estados Unidos y norte de México. Tiene tallos arqueados que dan numerosas flores blancas tubulares con las puntas verdes, colgantes y algo aromáticas, bajo su follaje glauco. La mata de follaje alcanza cerca de 1 m de alto y puede extenderse finalmente hasta alcanzar varios metros de anchura.

## Taxonomía
Polygonatum biflorum fue descrita por Stephen Elliott y publicado en A Sketch of the Botany of South-Carolina and Georgia 1: 393, en el año 1817.
Sinonimia
- Lista de sinónimos[2][3]